# ۲۹ اسفند
۲۹ اسفند سیصد و شصت و پنجمین روز از سال در گاه‌شماری خورشیدی است. به پایان سال روزی نمانده‌است (۱ روز در سال کبیسه) مانده‌است.

## رویدادها
- ۱۲۶۸ - امضا شدن قرارداد رژی
- ۱۳۲۹ - وضع قانون ملی‌شدن صنعت نفت [۱][۲]
- ۱۳۳۶ -  انتشار دوره سوم هفته‌نامه توفیق
- ۱۳۵۳ - تصویب قانون حمایت از کودکان بدون سرپرست در مجلس شورای ملی
- ۱۳۶۳ - پایان عملیات بدر
- ۱۳۹۵ - پدیده سیش بندر دیر
- ۱۳۹۶ - بازگشایی ایستگاه راه‌آهن کرمانشاه

## زادروزها
- ۱۲۵۳ - حسین جلائی، روزنامه‌نگار و سیاستمدار
- ۱۲۹۲ - پرویز ناتل خانلری، نویسنده و شاعر و سیاستمدار
- ۱۲۹۵ - انور خامه‌ای، سیاستمدار، اقتصاددان، جامعه‌شناس، نویسنده، مترجم و از اعضای ۵۳ نفر
- ۱۳۰۱ - عبدالحسین زرین‌کوب، نویسنده و مورخ
- ۱۳۰۳ - اسماعیل نواب صفا، نویسنده و شاعر
- ۱۳۱۲ - فهیمه راستکار، دوبلور و بازیگر
- ۱۳۱۲ - محمدصادق سعیدی، پژوهشگر و مفسر
- ۱۳۱۷ - پروانه اسکندری، از رهبران جنبش دانشجویی
- ۱۳۱۸ - عبدالله موحد، کشتی‌گیر
- ۱۳۱۸ - احمد حیدربیگی، شاعر و نویسنده
- ۱۳۲۹ - وحید افراخته، از اعضای سازمان مجاهدین خلق ایران
- ۱۳۳۴ - جعفر توفیقی، پژوهشگر و سیاستمدار
- ۱۳۶۲ - کیانوش آسا، فعال محیط زیست
- ۱۳۶۷ - علیرضا وفایی، بازیکن فوتسال
- ۱۳۷۵ - مریم امیدی پارسا، قایق‌ران روئینگ

## درگذشت‌ها
- ۱۳۶۲ - محمدعلی ریاضی یزدی، شاعر
- ۱۳۷۹ - تقی ابتکار، مهندس مکانیک و مشاور فناوری رئیس‌جمهور ایران در زمان ریاست جمهوری سید محمد خاتمی
- ۱۳۸۲ - مهدی فتحی، بازیگر
- ۱۳۸۶ - ثمین باغچه‌بان، آهنگساز و نویسنده
- ۱۳۸۸ - اسدالله آزاد، دانشمند علوم کتابداری و اطلاع‌رسانی
- ۱۳۹۱ - احمد اسفندیاری، نقاش
- ۱۳۹۱ - عبدالحسین مصحفی، نویسنده و ریاضی‌دان
- ۱۳۹۳ - ایرج شمسی‌زاده، شاعر
- ۱۳۹۶ - حسن رفیعی، بازیگر
- ۱۳۹۷ - محمد مطیع، بازیگر
- ۱۳۹۷ - امید جعفری، خواننده و آهنگساز
- ۱۳۹۷ - طهمورث ساجدی صبا، پایه‌گذار رشته ادبیات تطبیقی در دانشگاه تهران
- ۱۳۹۸ - حمید کهرام، نماینده حوزه انتخابیه اهواز در دوره ششم مجلس شورای اسلامی
- ۱۳۹۹ - علی خاوری، ششمین دبیر اول حزب توده ایران
- ۱۴۰۲ - آذر فخر، بازیگر

## مناسبت‌ها
- Hamas-path-maedem: (هَـمَـسپَـتمَدُم): در آخرین روز سال کبیسهٔ، یعنی سیصد و شصت و پنجمین روز سال، که آن را هیشتواشت‌ گاه می‌نامند، گاهی‌که «مردمان» آفریده شدند. ترجمه ی این گهنبار، گاهی از سال که گرما و سرما به میانه می‌رسد است.